# Bernhard von Bülow
Bernhard Heinrich Karl Martin von Bülow (germană: [fɔn ˈbyːlo]; n. 3 mai 1849, Klein Flottbek⁠(d), Danemarca, Regatul Danemarcei⁠(d) – d. 28 octombrie 1929, Roma, Regatul Italiei), înnobilat ca Fürst von Bülow în 1905, a fost un om de stat german a fost Secretar de Stat pentru Afaceri Externe timp de trei ani și cancelar al Imperiului German din 1900 până în 1909.

## Tinerețea
Von Bülow s-a născut la Klein-Flottbeck, Holstein (acum parte a Altona, Hamburg). Tatăl lui, Bernhard Ernst von Bülow, a fost un politician danez și german, membru al unei familiei nobiliare Bülow, în rândul căreia s-au numărat baroni,conți și prinți. Fratele lui, generalul-maior Karl Ulrich von Bülow, a fost comandant de cavalerie în timpul primei conflagrații mondiale, în timpul căreia a luat parte la atacul asupra Liègeului din August 1914. Bülow a învățat limbile engleză și franceză în timpul copilăriei de la guvernante. Tatăl lui cunoștea franceza, mama engleza, ceea ce nu era neobișnuit în înalta societate din Hamburg la acea vreme.
În 1856, tatăl lui a fost ales în Dieta federală din Frankfurt ca reprezentant al Holsteinului și Lauenburgului, într-o perioadă în care Otto von Bismarck era reprezentantul Prusiei în Dietă. Bernhard von Bülow s-a împrietenit cu fiul lui Bismarck, Herbert. La 13 ani, el s-a mutat cu familia la Neustrelitz, unde tatăl lui a devenit ministru-șef al marelui duce de Mecklenburg. Bernhard a studiat la liceul Frankfort și a continuat studiile la universitățile din Lausanne, Leipzig și Berlin.
S-a înrolat voluntar în serviciul militar în timpul războiului franco-prusac și a devenit caporal în regimentul regal de husari. În decembrie 1870, escadronul lui era în acțiune lângă Amiens, unde Bernhard avea să își amintească că în timpul unei șarje de cavalerie a ucis un pușcaș francez cu o lovitură de sabie. A fost înaintat la gradul de locotenent, iar după terminarea războiului i s-a propus să rămână în armată, dar a refuzat. Și-a terminat specializarea univesitară în drept la Universitatea din Greifswald în 1872. După absolvire a devenit funcționar guvernamental și mai apoi a intrat în diplomație.

## Începuturile carierei
În 1873, tatăl lui a devenit Secretar de stat pentru afacerile externe al guvernului german prezidat de Bismarck. Bernhard von Bülow a devenit diplomat de carieră. Primele misiuni de scurtă durată au fost la Roma, St. Petersburg, Viena și Atena.În 1876 el a fost numit al ambasadei germane din Paris, a participat la Congresul de la Berlin ca secretar și a devenit secretar doi al ambasadei în 1880.
În 1884, el a sperat să fie numit la Londra, dar în schimb a fost numit secretar unu al ambasadei din St. Petersburg. Până să ajungă la post, el a petrecut câteva zile la Varzin cu familia lui Bismarck. Bismarck i-a explicat că el consideră relațiile cu Rusia mult mai importante decât cele cu Regatul Unit, acesta fiind și motivul pentru care îl numise pe Bülow acolo. Bismarck a notat că fost impresionat de calmul și comportamentul lui Bülow din timpul acestei discuții. În Rusia, Bülow a funcționat ca chargé d'affaires. În 1887 el s-a declarat în favoarea purificării etnice prin îndepărarea polonezilor din teritoriile ocupate de germani în cazul unui viitor conflict armat. Bülow trimitea note în mod regulat la Ministerul de externe și se plângea de superiorul lui, ambasadorul Schweinitz, care însă se bucura de relații foarte bune în guvern. Bülow și-a câștigat astfel o reputație de intrigant. În 1885, șeful departamentului politic al ministerului de externe german, Friedrich von Holstein, nota că Bülow a încercat să obțină demiterea ambasadorului german în Franța, Chlodwig zu Hohenlohe-Schillingsfürst, și numirea sa în capitala Franței, în timp ce purta o corespondență „prietenească” cu acesta din urmă.
Pe 9 ianuarie 1886, în perioada în care se afla la post în St. Petersburg, s-a căsătorit cu Maria Anna Zoe Rosalia Beccadelli di Bologna, Principessa di Camporeale, Marchesa di Altavilla, a cărei primă căsătorie cu contele Karl von Dönhoff fusese anulată de Sfântul Scaun în 1884. Prințesa, o pianistă desăvârșită, elevă a lui Franz Liszt, era fiica vitregă a lui Marco Minghetti și fiica lui Donna Laura Minghetti (născută Acton). Ea fusese căsătorită pentru șaisprezece ani și era mamă a trei copii. Bülow avusese până atunci o serie de legături amoroase și când s-a hotărât să se căsătorească a avut în vedere îmbunătățirea șanselor de promovare. În 1888, a avut de ales între două posturi – unul la Washington, DC, celălalt la București. El a ales capitala României, date fiind obiecțiunile soției față de despărțirea de familie în cazul unui post în SUA. Bülow a făcut diferite manevre în următorii cinci ani pentru ca să fie numit la Roma, unde soția avea relații foarte bune. La un moment dat, regele  Umberto a fost convis să îi scrie Kaiserului Wilhelm să îl numească pe Bülow la post în Roma. Mutarea s-a făcut în sfârșit în 1893.

## Secretar de stat pentru afacerile externe
Pe 21 iunie 1897, Bülow a primit o telegramă prin care i se cerea să se deplaseze la Kiel pentru discuții cu împăratul Wilhelm. Pe drum, el s-a oprit la Frankfurt pentru schimbarea trenului. Aici a stat de vorbă cu Philipp zu Eulenburg. Eulenburg i-a spus că Wilhelm dorea să numească un nou Secretar de stat pentru afacerile externe și la sfătuit pe Bülow să ocupe postul pe care îl ocupase și tatăl lui odată. Eulenburg i-a oferit de asemenea și sfaturi despre modul cel mai potrivit în care urma să discute cu Wilhelm, căruia îi plăcea să fie lăudat și nu suporta să fie contrazis. Odată ajuns la Berlin, Bülow a vorbit mai întâi cu Holstein,care la pus la curent cu faptul că, deși el ar fi preferat ca în funcția de Secretar de stat să rămână Adolf Marschall von Bieberstein, Wilhelm era hotărât să îl înlocuiască și că preferatul împăratului era chiar Bülow. Odată ajuns Secretar Bülow,ar fi putut să îi găsească predecesorului său un post de ambasador. Cancelarul Hohenlohe, care dorea să se retragă datorită vârstei înaintate, îl încuraja pe Bülow să accepte postul de Secretar al afacerilor externe, cu posibilitatea de a deveni la un moment dat cancelar. Bülow, pe de altă parte, l-a rugat pe Hohenlohe să continue să ocupe funcția de cancelar cât mai mult posibil.
Pe 26 iunie, Bülow s-a întâlnit cu împăratul, care i-a spus că una dintre principalele obiective ale noului secretar urma să fie construirea unei flote moderne, care să o depășească pe cea britanică, fără însă să dea motivede război. Bülow a cerut un răstimp ca să analizeze oferta, iar pe 3 august a acceptat-o. Cei doi au avut o relație de colaborare bună. În loc să îl contrazică pe Wilhelm, așa cum făcuseră unii dintre predecesorii lui, Bülow era de acord cu împăratul în toate privințele. Numai că, bazându-se pe memoria slabă a lui Wilhelm și pe frecventele sale modificări de opinie, a acționat așa cum a crezut că e mai bine și a ignorat ordinele împăratului. Postul de Secretar de stat era subordonat Cancelarului. În timpul mandatului lui Bismarck, acest post era unul al unui simplu funcționar. În timpul în care Bülow a ocupat funcția, situația s-a schimbat, Hohenlohe fiind mulțumit să îl lase pe Bülow să gestioneze afacerile externe ajutat de consilierul său principal, Holstein. Wilhelm avea să îl cheme în fiecare dimineață pe Bülow pentru discutarea politicii statului, lucru pe care nu obișnuia să îl facă și cu cancelarul.

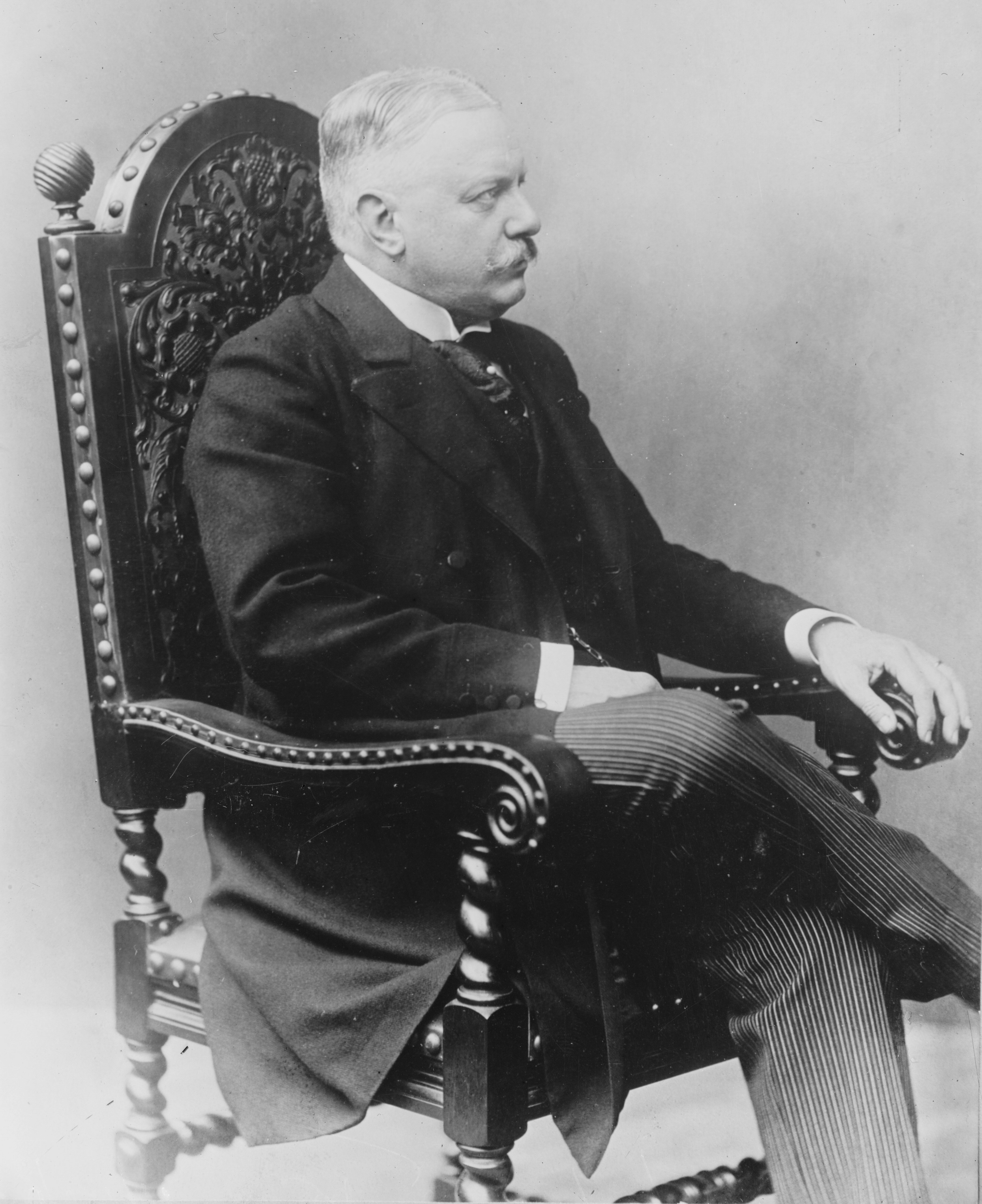
Bernhard von Bülow

## Secretar Imperial de Stat
Bülow a ocupat de asemenea și un post în guvernul prusac. Deși Wilhelm era împărat al întregii Germanii, el era și rege al Prusiei. Ca Secretar de stat, Bülow a fost responsabil în principal pentru realizarea politicii de expansiune colonială, pe care împăratul o dorea cu ardoare. Bülow a fost bine primit în Ministerul de Externe, deoarece era primul diplomat de carieră numit în funcția de secretar de la demisia lui Bismarck în 1890. Bülow se temuse să accepte postul, atâta vreme cât Holstein rămânea Primul consilier imperial. Holstein era considerat indispensabil, date fiind vasta lui experiență, rangul nobiliar, iscusința diplomatică și memoria fenomenală. Eulenburg l-a sfătuit pe Bülow să creeze imediat după sosirea la post o relație de muncă bună, dar fermă, iar Bülow și Holstein au reușit să formeze o echipă foarte bună. În 1899, după ce a reușit să încheie cu succes negocierile pentru dobândirea Insulelor Caroline, Bülow a primit titlul de conte. 
În octombrie 1900, Bülow a fost convocat la cabana de vânătoare a lui Wilhelm din Hubertsstock. În timp acestei întâlniri, împăratul i-a cerut lui Bülow să accepte funcțiile de cancelar al Imperiului German și prim-ministru al Prusiei. Bülow a răspuns că nu este sigur că ar fi cel mai potrivit pentru aceste poziții. Wilhelm a recunoscut că din punct de vedere strict personal l-ar fi preferat pe Eulenburg, dar ca împărat nu era sigur că acesta din urmă era suficient de competent. Pe 16 octombrie, Bülow a fost convocat din nou de împărat la Homburg. Împăratul i-a comunicat că Hohenlohe anunțase că vrea să se retragă, iar Bülow a acceptat în cele din urmă funcția de cancelar. Odată cu ocuparea noii poziții, cancelarul trebuia să găsească un înlocuitor pentru postul de Secretar de stat. Postul a fost oferit inițial lui Holstein, care a refuzat, motivând că preferă să ocupe o poziție care nu îl obligă să răspundă în fața membrilor Reichstagului. În cele din urmă, postul a fost oferit baronului Oswald von Richthofen, care lucrase ca subsecretar de stat sub conducerea lui Bülow. Noile numiri făceau clar că poziția de Secretar de stat redevenea un post subordonat cancelarului, așa cum fusese pe timpul lui Bismarck. Holstein rămânea cel mai important consilier pe probleme de politică exteră.

## Cancelar

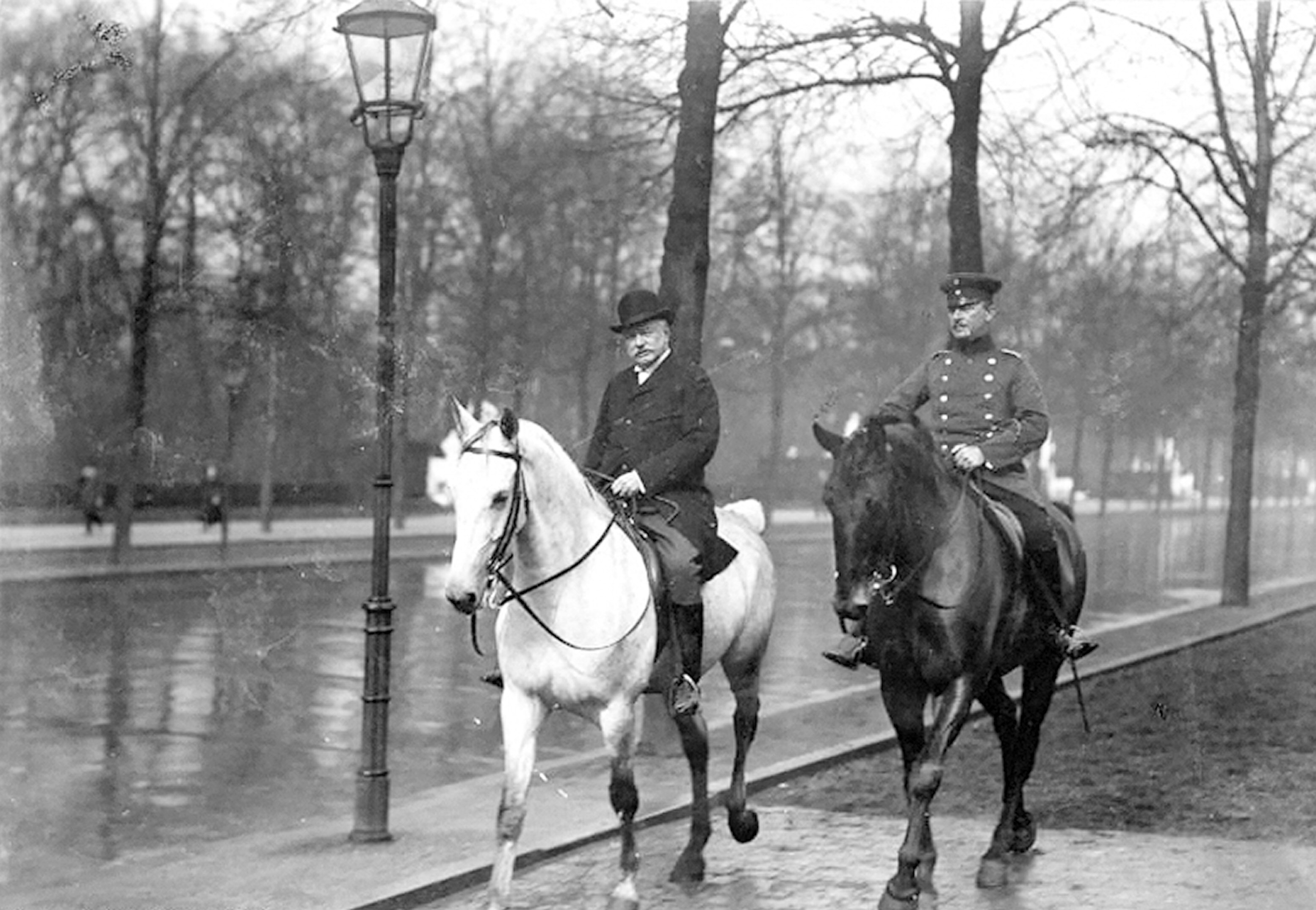
Bernhard Fürst von Bülow (în stânga) în parcul Tiergarten, Berlin.

În fiecare dimineața, Bülow își rezerva timp pentru discuțiile cu împăratul, care vizita cancelaria întotdeauna când era în Berlin. Hotărârea cu care cancelarul a rămas de partea lui Wilhelm a fost remarcabilă, uimindu-i chiar și pe cei care îi cunoșteau firea irascibilă. Secretarul personal al kaiserului nota la un moment dat „Oridecâte ori, din neatenție, el exprimă o opinie în dezacord cu împăratul, el rămâne pentru câteva momente tăcut și mai apoi spune exact contrariul, cu introducerea așa cum a remarcat în mod înțelepta Maiestatea Voastră” Bülow a renunțat la fumat, consumul de bere, cafea și lichior, și-a rezervat 35 de minute pentru gimnastica matinală, iar dacă vremea era frumoasă, călărea în parcul  Tiergarten. Duminicile, obișnuia să facă plimbări lungi în pădure. În 1905, la vârsta de 56 de ani, el a participat la parada imperială în fruntea fostului său regiment de husari. Cu această ocazie a fost înaintat la gradul de general maior. Wilhelm îi spusese lui Eulenburg în 1901, „De când îl am pe Bülow, pot sădor liniștit”. Prima sa intevenție remarcabilă în Reichstag a fost cu ocazia discursului în apărarea imperialismului german în China. Bülow a interventi de mai multe ori în Reichstag pentru apărea politicii externe germane, acoperind gafele diplomatice ale împăratului. Într-un discurs în Reichstag din noiembrie 1906, el a introdus concepul de „încercuire”, iar presa conservatoare germană a titrat Der Krieg in der Gegenwart (Războiul în prezent). Pentru Germania, Tripla Înțelegere (Antanta) era un dezastru, pe care îl înfrunta însă cu curaj. 

### Politica internă
În timpul mandatului lui Bülow au fost introduse mai multe reforme, printre care o extindere a perioadei în care muncitorii puteau cere plății asigurărilor de accident (1900), obligativitatea înființării curților de arbitraj industrial pentru orașele cu populație mai mare de 20.000 de locuitori (1901) și o creștere a asigurărilor de sănătate și îmbunătățirea controalelor cu privire la munca copiilor (1903). Pentru îmbunătățirea secretului votului, au fost introduse în 1904 prevederi legale cu privire la cabinele de vot. Doi ani mai târziu a fost introdusă plata unor idemnizații pentru deputații din Reichstag.

### Politica economică
Bülow a modificat în 1902 tarifele vamale pentru importul de produse agricole ca răspuns la presiunile exercitate de Ligra Agrară dominată de junkerii prusaci. Ca urmare, producția germană de cereale a devenit una dintre cele mai bine protejate de tarife vamale din întreaga lume. Guvernul lui Bülow a negociat o serie de tratate comerciale cu mai multe țări europene, care au intrat în vigoare în martie 1906.

### Planificatorul iscusit
Regatul Unit era încă puterea dominantă în Europa. Marea Britanie și Franța fuseseră rivali coloniali și avuseseră ciocniri pentru controlul unor teritorii, dar regele Eduard al VIKI-lea era hotărât să schimbe modul în care era percepută țara sa în Franța și a decis să facă o vizită oficială în acest scop. Au fost începute negocieri foarte serioase între ambasadorul francez la Londra, Paul Cambon, și Secretarul britanic pentru afaceri externe, Henry Petty-Fitzmaurice, pentru ceea ce avea să devină Antanta cordială. Ca parte a negocierilor pentru rezolvarea diferendumurilor dintre cele două puteri, Franța a decis să nu conteste controlul britanic asupra Egiptului, iar britanicii au fost de acord cu pretențiile franceze în Maroc.
Miniștrii guvernului german erau sceptici cu privire la avantajele pe care le-ar fi adus noua pritenenie aparentă celor două puteri rivale până de curând. Edward s-a întâlnit cu un kaiser furios la Kiel pe 25 iunie 1904. Planul Schlieffen din 1904 amenința în mod clar neutralitatea Belgiei. Aducându-și aminte de regula lui Bismarck care stabilise că Berlinul nu trebuie să își creeze noi dușmani fără niciun motiv, Bülow l-a avetizat pe generalul Alfred von Schlieffen să aplice o „simplă judecată sănătoasă”, ceea ce ar fi sunat prea britanic pentru junckeri, la care împăratul a ripostat „Nu își vor bate joc de mine. Pe 24 martie 1904, Franța l-a informat oficial pe abasadorul german cu privirela semnarea noii convenții anglo-fraceze. 
Ambasadorul Hugo von Radolin a declarat că partea germană consideră convenția naturală și justificată. Presa germană avea să scrie că satisfacerea intereselor franceze în Maroc nu aducea nicio atingere intereselor național germane, iar intervenția Parisului în Maroc pentru reinstaurarea ordinei putea ajuta comerțul german. Bülow era unul dintre susținătorii cinici ai darwinismului social și considera că expansionismul este un lucru normal și natural.
Deși nu a fost influențăt de generalii belicoși, el a fost influențat de ideile agendei centrale de planificare a lui Max Weber. Dacă Prusia părea că are ambiții mai reduse, Bülow a urmărit atingerea unor scopuri grandioase de atingere a statutului de superputere mondială pentru imperiu. Creșterile în domeniile industriale ale producției de minereu de fier, oțel, cărbune, construcție de căi ferate și de vase comerciale și de război au fost rezultatul prodictivității ridicate și a unor contractori foarte competitivi. Șovinismul său a fost profund, o armă de apărare împotriva alianțelor constituite de britanici, acestea fiind un motiv al respingerii de către Germania a oricăror negocieri. La un moment dat, a vrut să îi dea o replică secretarului britanic al coloniilor, Joseph Chamberlain, dar s-a răzgândit afirmând că „britanicii sunt cei care trebuie să ne facă avansuri”. Această atitudine nu a făcut decât să întărească Antanta.
Bülow l-a asigurat pe ambasadorul britanic că germanii ar fi încântați să vadă că britanicii și francezii își rezolvă neînțelegerile. El a declarat de la tribuna Reichstagului că Germania nu are obiecțiuni cu privire la înțelegerile anglo-franceze și nici temeri în ceea ce privește apărarea intereselor intereselor germane în Maroc. Holstein avea o altă abordare – intervenția în afacerile interne marocane erau guvernate de Tratatul de la Madrid. Holstein a susținut că Germania a fost marginalizată prin faptul că nu a fost inclusă în negocieri și că Marocul promisese creșterea influenței politice și comerciale germane, iar acestea ar fi urmat să să sufere odată cu intrarea sub controlul francez. El fusese neîncetat împotriva oricărui acord între Franța și Marea Britanie. Franța ajunsese să ofere sprijin militar Marocului pentru instaurarea ordinei în țară. Bülow a răspuns prin declararea sprijinul pentru independența Marocului,încurajând SUA să intervină în această problemă, sperând ca americanii să amenințe cu războiul în cazul unei intervenții franceze. Deabia acum el a ajuns să fie convins că noua prietenie dintre Franța și Regatul Unit era o amenințare pentru Germania, în special dacă acordul devenea mai complex. Singura veste bună pentru germani ar fi fost slaba pregătire pentru război a Franței. În ciuda unor posibile amenințări la adresa securității împăratului, Bülow l-a convins pe kaiser să facă o vizită la Tanger în 1905, unde Wilhelm a ținut un discurs în care își exprima sprijinul pentru independența Marocului. Vizita împăratului în Maroc a fost în egală măsură și o demonstrare a hotărârii Germaniei pentru păstrarea influenței sale la nivel global.

### Conferința de la Algeciras
Prezența navală germană în Maroc și stabilirea unei baze militare în zonă ar fi fost o amenințare directă la adresa rutelor comerciale britanice din Marea Mediterană. Britanicii au continuat să îl sprijne pe ministrul de externe francez aflat sub o continuă presiune politică, Theophile Delcassé. Lansdowne a fost surprins de reacția germanilor, dar britanicii puteau contracara acținile flotei germane fără experiență atâta vreme cât nu devenea prea mare.Pe 3 iunie 1905, Abdelaziz al Marocului, incitat de germani, a respins oferta francezilor de sprijin și a cerut convocarea unei conferințe internaționale. Pe 6 iunie, după demisia ministrului de externe Delcassé, veștile au fost aflate și la Berlin. A doua zi dimineața, Bülow a fost înălțat la rangul de prinț (Fürst). Evenimentul a conicis cu ceremonia de căsătorie a prințului moștenitor și a fost foarte asemănător cu acordarea titlului de prinț lui Bismarck în Sala oglinzilor din Palatul Versailles. Germania a continuat să exercite presiuni asupra Franței pentru acordarea de noi concesiuni. Bülow a dat instrucțiuni precaute lui Radolin și a avut de asemena discuții cu ambasadorul francez la Berlin. Cu toate acestea, efectele au fost într-o oarecare măsură diferite de ceea ce avusese intenția cancelarul: a întărit hotărârea premierului francez Maurice Rouvier să reziste oricăror cereri viitoare de apropiere (rapprochement). Conferința de la Algeciras și-a începu lucrările pe 16 ianuarie 1906 în primăria orașului. În timpul conferinței, o flotă de 20 de cuirasate, la care s-au alăturat crucișătoare și distrugătoare, a vizitat orașl port, iar toți delagații au fost invitat la bordul vaselor de război.
Conferința s-a desfășurat în defavoarea Germaniei, propunerile sale fiind respinse cu 10/3 voturi. Holstein ar fi dorit să lanseze amenințări cu războiul împotriva Franței, dar Bülow i-a ordonat lui Holstein să părăsească lucrările conferinței. Cum la orizont nu apărea niciun rezultat pozitiv pentru Germania, Berlinul nu a putut decât să lase ca toată agitația să se stingă de la sine, fără să facă prea mult caz.În țară, opinia publică a primit cu dezamăgire aceastsă înfrângere diplomatică, atitudinea cetățenilor fiind bine reflecată de presă. Pe 5 aprilie 1906, Bülow a fost obligat să își apere acțiunile în fața deputaților Reichstagului. În timpul schimburilor de replici dure cu deputații, lui Bülow i s-a făcut rău și a fost evacuat din sală. La început, s-a crezut că el a suferit un accident vascular cerebral. Lordul Fitzmaurice a comparat incidentul cu cel în timpul în căruia a murit William Pitt, o comparație pe care presa din Germania a apreciat-o în mod deosebit. Prăbușirea lui a fost atribuită suprasolicitării și gripei, iar după o perioadă de odihnă de o lună, Bülow a reușit să își reia îndatoririle.

### Scandalul sexual

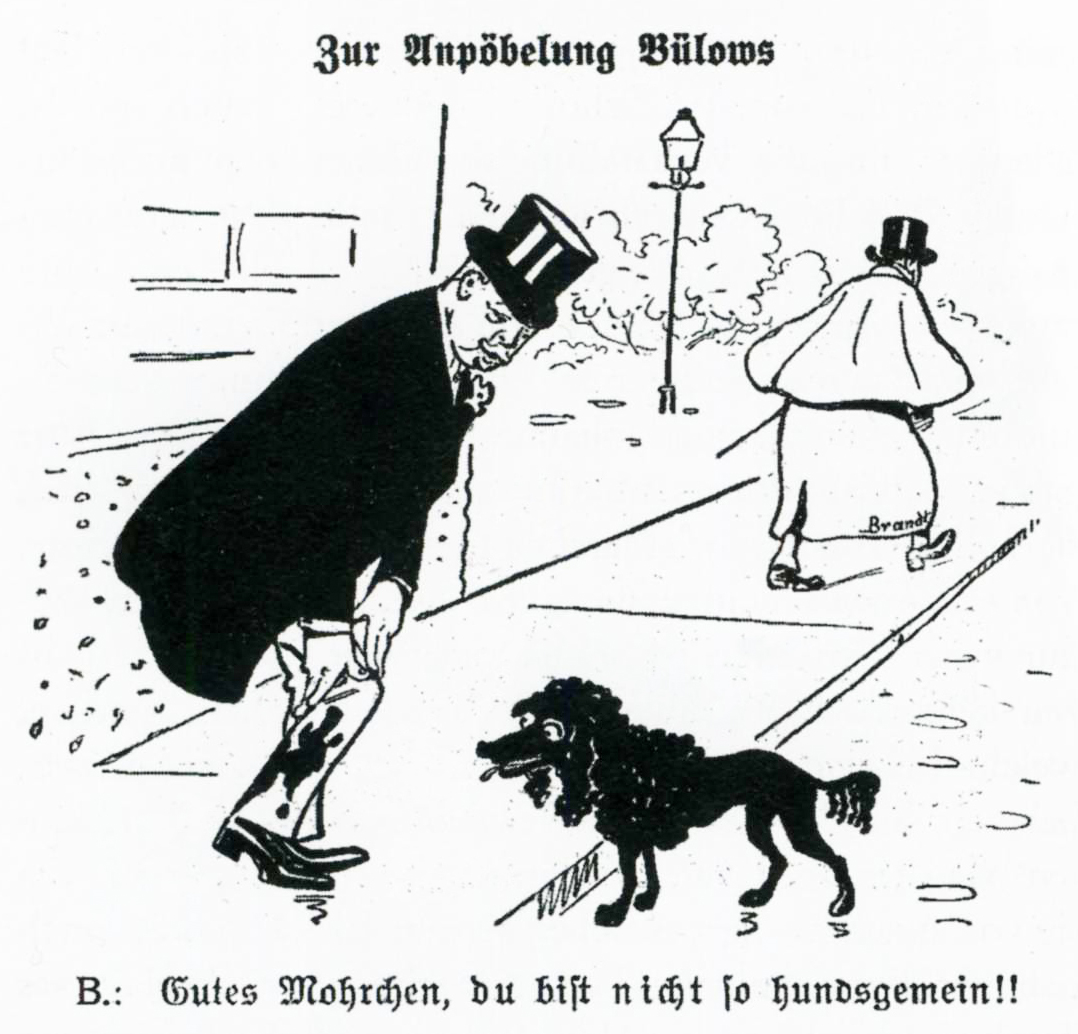
Caricatură care îl satiriza pe Bülow din Kladderadatsch, pe 27 octombrie 1907. „Criticându-l pe Bülow”, „Bunule Mohrchen, tu nu ai fi niciodată un cățel așa de rău!"

în 1907, în timpul scandalului Harden-Eulenburg, Adolf Brand, editorul fondator al revista pentru homosexuali Der Eigene, a scris un articol în care se sugera că Bülow fusese șantajat pentru că s-ar fi angajat în activități homosexuale și prin aceasta ar fi fost obligat din punct de vederemoral să se opună Articolului 175 al Codului penal german, care scotea în afara legii homosexualitatea. Învinuit pentru calomnie și adus în judecată la 7 noiembrie 1907, Brand a afirmat că Bülow și-a îmbrățișat și sărutat secretarul privat Max Scheefer la întâlnirile clubului bărbaților găzduit de Eulenburg. Bülow a declarat la proces că ar fi vinovat de asemenea acte, dar a remarcat că a auzit zvonuri dezgustătoare despre Eulenburg. La rândul lui, Eulenburg s-a apărat față de acuzațiile lui Brand susținând că el nu a găzduit asemenea evenimente și a pretins că nu s-a implicat în acte homosexuale, ceea a dus mai apoi la acuzații de mărturie mincinoasă. În ciuda mărturie finale a șefului poliției din Berlin, care a confirmat că Bülow ar fi putut fi victima unui șantajist homesexual, declarația cancelarului a fost hotărâtoare, iar Brand a fost condamanat la închisoare. 

### AfacereaDaily Telegraph
În noiembrie 1907, Wilhelm a făcut o vizită îndelung planificată în Regatul Unit. Dacă la început, el a încercat să anuleze vizita datorită unor scandaluri recente, a efectuat până la urmă vizita, care s-a dovedit un asemenea succes, încât a decis să rămână în regat pentru o vacanță. Pentru aceasta, el a închiriat o casă de la colonelul Edward Montague Stuart-Wortley, căruia i-a vorbit fără reținere în perioada în care s-a aflat acolo. După ce împăratul a plecat, Stuart-Wortley a scris un articol pentru Daily Telegraph despre conversațiile avute și l-a trimis mai întâi lui Wilhelm, căruia i-a cerut aprobarea pentru publicare. Manuscrisul în limba engleză a fost alocat lui Bülow pentru verificarea în vederea publicării. Wilhelm l-a rugat pe Bülow să nu trimită articolul ministerului de externe, dar Bülow l-a trimis în schimb secretarului de stat Wilhelm von Schoen, căruia i-a cerut o traducere oficială și, în plus, i-a cerut să facă orice observație care s-ar fi dovedit necesară.
Schoen era plecat, iar manuscrisul a ajuns în lipsa lui la subsecretarul de stat Stemrich, care l-a citit și l-a trimis mai departe fără niciun comentariu lui Reinhold Klehmet. Klehmet a crezut că el trebuie doar să corecteze unele erori, dar nu a adăugat niciun comentariu. Documentul a fost returnat lui Bülow care, fără să îl citească, l-a trimis mai departe lui Wilhelm, care nu a văzut niciun motiv ca articolul să nu fie publicat. Articolul a fost publicat la timp, dar a provocat o adevărată furtuna. În interviu, Wilhelm a făcut mai multe declarații controversate și jignitoare. 

- Englezii erau „nebuni ca iepurele în luna martie” (Mad as a March hare - referire la presupusul comportament imprevizibil al iepurilor masculi în perioada de împerechere din martie).
- El nu poate înțelege de ce ei au respins în mod repetat ofertele lui de prietenie.
- Cei mai mulți germani nu îi plăceau pe englezi, așa că atitudinea sa prietenească îl pune într-o „minoritate clară”.
- El a intervenit de partea britanicilor împotriva francezilor și rușilor în timpul ultimului război cu burii.
- El a oferit britanicilor planul de campanie pe care aceștia l-au folosit în timpul acestui război.
- Va veni o zi în care ei vor fi bucuroși că Germania își edifică flota de război datorită creșterii puterii Japoniei.

Wilhelm a reușit să îi ofenseze pe japonezi, francezi, ruși și in special pe britanici. Până și germanii au fost scandalizați de presupusul ajutor acordat britanicilor împotriva burilor de origine germanică.
Bülow a acuzat ministerul de externe că nu a reușit să facă observații pertinente cu privire la conținutul articolului. Ministerul de externe l-a învinovățit pe Bülow că nu a reacționat împotriva publicării articolului. Deși Bülow a negat că ar fi citit articolul, rămâne de neînțeles de ce nu ar fi făcut-o, dată fiind istoria numeroaselor gafe publice ale împăratului. Opinia publică a pus în discuție capacitatea de conducător a împăratului și limitele care puteau să îi fie impuse de constituție. Problema urma să fie dezbătută în Reichstag, unde Bülow trebuia să își apere pozițiile sale și ale împăratului Wilhelm. Bülow i-a scris lui Wilhelm și s-a oferit să demisioneze, cu excepția cazului în care împăratul i-ar fi acordat întregul său sprijin în acestă chestiune. Wilhelm a fost de acord să își sprijine cancelarul. Bülow a aranjat publicarea unui articol de răspuns la acuzații în Norddeutsch Allgemeine Zeitung. În articol remarcile lui Wilhelm erau răstălmăcite, fiind pus un mai mare accent pe eșecurile ministerului de externe. Articolul amintea că Bülow fusese gata să își asume întreaga responsabilitate, dar că Wilhelm refuzase să îi accepte demisia.
În fața deputaților Reichstagului, Bülow a reușit să respingă toate criticile și și-a încheiat discursul în aclamațiile adunării. Holstein a remarcat că, date fiind natura comentariilor, el nu ar fi putut în mod sigur să îl apere pe Wilhelm, susținând că împăratul nu ar fi făcut acele declarații, dar Bülow nu a făcut decât ceea ce mai putea face, adică să pună la îndoială acuratețea reproducerii a ceea ce a spus împăratul și lăsând să se înțeleagă că aceste declarații au fost făcute cu cele mai bune intenții și în mod sigur nu au fost destinate publicării. El și-a exprimat convingerea că efectele dezastruoase ale interviului îl vor determina pe Wilhelm să fie foarte rezervat în viitor, chiar și în conversații private, și că nici el nici un succesor al să nu și-ar asuma răspunderea.

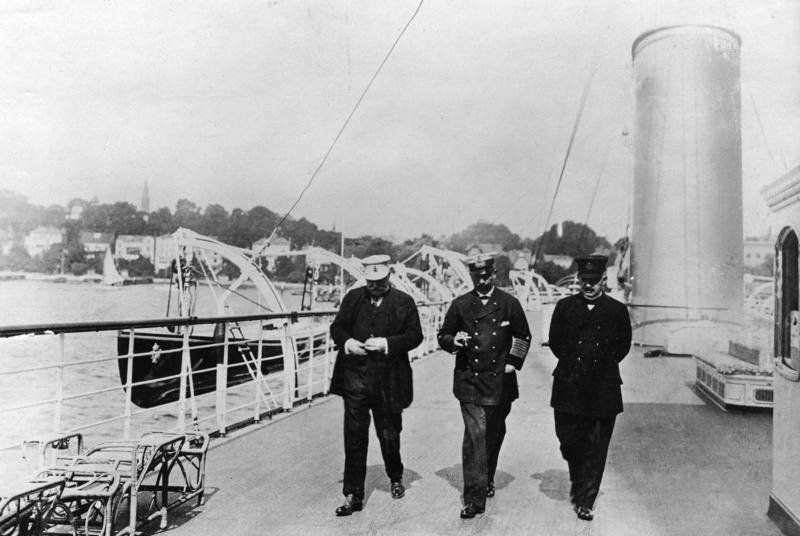
Von Bülow, împăratul Wilhelm al II-lea și Rudolf von Valentini (de la stânga la dreapta) în 1908

Wilhelm și-a aranjat o vizită în Austria în momentul în care a avut loc dezbaterea din Reichstag, iar împăratul a fost aspru criticat pentru că nu a rămas în țară în această perioadă. De altfel, împăratul și-a întrebat miniștii dacă este potrivit să plece în vizită, dar Bülow l-a sfătuit să plece. Holstein l-a întrebat pe Bülow despre absența lui Wilhelm, dar cancelarul a negat că l-ar fi sfătuit pe împărat să plece. Necazurile nu au încetat pentru împărat nici în timpul vizitei – contele Dietrich von Hülsen-Haeseler, șeful Cabinetului militar al Prusiei, a murit în urma unui atac de cord la Donaueschingen, proprietatea prințului Max von Fürstenberg. La reîntoarcerea lui Wilhelm la Berlin, Bülow l-a convins să emită a declarație precum ar fi fost de acord cu declarațiile cancelarului în Reichstag. Wilhelm ajunsese în pragul unei căderi nervoase și începuse să se gândească la abdicare.
Wilhelm s-a retras din viața publică pentru șase săptămâni, ceea ce a fost considerat mai degrabă ca un semn de penitență, și nu ca o consecință a depresiei sale. Opinia publică a început să se întrebe dacă nu cumva cancelarul nu l-a sfătuit în mod corespunzător pe împărat, după care a eșuat în încercarea de a-i apăra în Reichstag acțiunile monarhului. În cele din urmă, Wilhelm a început să îl condamne pe Bülow pentru că nu a reușit să îl avertizeze cu privire la dificultățile pe care le puteau provoca articolul în cauză. Împăratul a început să se gândească la posibilitatea înlocuirii lui Bülow. În iunie 1909, Germania s-a confruntat cu dificultăți în obținerea de fonduri suplimentare pentru continuarea construirii vaselor militare. Wilhelm l-a averizat pe Bülow că, dacă nu reușește să impună noi taxe pentru finanțarea marinei militare, trebuie să demisioneze. Modificarea taxelor propusă de cancelar a căzut la vot la o diferență de opt voturi. La bordul yahtului regal Hohenzollern, Bülow și-a prezentat demisia pe 26 iunie, la exat doisprezece ani de când devenise cancelar. 
Pe 14 iulie, demisia lui Bülow a devenit oficială, iar Theobald von Bethmann-Hollweg a devenit noul cancelar. Wilhelm a luat cina cu Bülows și și-a exprimat regretul față de faputul că prințul a fost obligat să demisioneze. Împăratul a afirmat că a fost informat că unii dintre cei care au votat împotriva creșterilor de taxe au acționat așa ca răspuns la ceea ce ei considerau că a fost proasta gestinoare a afacerii Telegraph, și nu datorită opoziției la propunerea cancelarului. Împăratul l-a decorat pe Bülow pentru serviciile aduse statului cu Ordinul Vulturului Negru cu diamente.

## Ultimii ani de viață
După demisia din 1909, Bülow a trăit în principal în Italia, în vial din Roma. Vara, petrecea ceva timp la Klein Flottbek, lângă Hamburg, ori pe insula Norderney. O mare avere, pe care a primit-o moștenire după moartea unui văr, un comerciant important din Hamburg, i-a permis să trăiască în lux și confort și să transforme casa din Roma într-un centru al societății literare și politice. 
Și-a dedicat timpul liber editării unei lucrări istorice la celebrarea celor o sută de ani de la victoria în Războaiele de Eliberare. În această carte el a încercat să prezinte într-o lumină foarte favorabilă propriile realizări, apărând abordările sale în domeniul politicii externe. Într-o nouă ediție revizuită a cărții sale, publicate după izbucnirea primei conflagrații mondiale, el a omis sau modificat mai multe pasaje care păreau compromițătoare în lumina conflictului armat, precum a fost politica de inducerea a unui fals sentiment de securitate Marii Britanii într-o perioadă în care marina germană se dezvolta. Deși contemporanii l-au considerat ca fiind un slujbaș supus al lui Wilhelm, împăratul nu l-a iertat niciodată pe Bülow pentru atitudinea și acțiunile sale în cazul interviului din Daily Telegraph interview in 1908.

### Diplomat pe timp de război
În 1914–1915, Bülow a fost ambasadorul german în Italia, dar nu a reușit să îl convingă pe regele  Victor Emanuel al III-lea să se alăture Puterilor Centrale. Italia își declarase neutralitatea la începutul războiului, dar a lăsat să se înțeleagă pe canale diplomatice pe 5 iulie 1914 că ultimatumulAustro-Ungariei adresat Serbiei era agresiv și provocator. Pe 9 decembeie 1914, Sidney Sonnino i-a adresat ministrului de externe austro-ungar Leopold Berchtold o notă diplomatică, prin care atrăgea atenția asupra conținutului articolului VII al tratatului prin care Italia participa la Tripla Alianță. Era vorba în particular de clauza care cerea ca Austro-Ungaria, dacă încerca schimbarea status quo-ul din Balcani chiar și printr-o ocupație temporară a teritoriului Serviei, să ajungă la o înțelegere cu Italia și să ofere compensații. În acest fel, Italia formulat pretenții asupra regiunii Trentino și a orașului Trieste.
Austro-Ungaria a manifestat o mare rezistență la problema compensaților, dar Berlinul avea propriile obiective. Bülow a fost numit astfel temporar ca ambasador la Roma. Ambasadorul aflat la post, Flotow, plecase în concediu medical pe 19 decembrie 1914. Bülow s-a implicat de îndată în negocieri active și și-a exprimat simpatia pentru cererile italienilor pentru compensații. 
El a trebuit să lupte cu intransigența premierului maghiar, István Tisza, și a succesorului lui Berchtold, Stephan Burián von Rajecz. Bülow fusese încă de la început pentru cedarea completă a regiunii Trentino în favoarea Italiei, dar Austro-Ungaria era dispusă să cedeze doar o parte a acesteia. Sonnino a subliniat că pretențiile italienilor nu erau satisfăcute nici măcar cu întreaga regiune, ci că ar fi dorit însă și să primească Triestul. În toată perioada negocierilor, Bülow a subliniat că el putea media cedarea Trentino, dar austro-ungarii erau hotărâți să păstreze Triestul.
La începutul lunii aprilie 1915, Italia pretindea pretindea în timpul negocierilor secrete regiunea Trentino, Triestul și insulele Cuzolari, de coasta Dalmației. În schimb, Austro-Ungaria era dispusă să recunoască suveranitatea italiană asupra orașului Valona. Până la urmă, negocierile au continuat cu greutate până pe la mijlocului lunii mai, când Bülow a făcut o greșeală tactică gravă. El l-a chemat pe premierul italian Giovanni Giolitti să vină la Roma de la Torino, sperând că va reuși să împiedice o întrerupere a negocierilor și îl va face pe politicianul italian să accepte termenii austro-ungari.
La Roma izbucniseră demonstrații populare, ațâțate de discursurile pline de pasiune ale lui  D'Annunzio, atât în fața Palatului Regal de pe dealul Quirinal, cât și în centrul Romei, pe Capitoliu. După ce o mare majoritate a deputaților Parlamentului Italian și-a exprimat pe 20 mai sprijinul pentru Salandra, a fost declarată mobilizarea generală pe 22 mai 1915, iar a doua zi a fost proclamată declarația de război împotriva Austro-Ungariei. Pe 24 mai, Bülow a părăsit Roma. El considerase misiunea sa ca fiind imposibilă și, la reîntoarcerea în patrie, a notat: „Moralul și atitudinea poporului german: A-1. Conducerea politică: Z-minus”.

### Propunerea pentru funcția de cancelar postbelic
Bülow a continuat după terminarea războiului să locuiască la Roma cea mai mare parte a anului, petrecându-și restul timpului în Germania. Numele lui a fost menționat în 1921, în timpul crizei ministeriale, ca un posibil cancelar. Deși numeroși lideri politici Reichstag, printre care se număra și Matthias Erzberger, sperau ca Bülow să îi succeadă lui Bethmann-Hollweg, el era considerat complet inacceptabil pentru marea majoritate a deputaților dar și a opiniei publice.
Bülow a murit pe 28 octombrie 1929 la reședința sa din Roma.

## Personalitatea lui Bülow
Bülow vorbea mai multe limbi și era un interlocutor fermecător. Se simțea bine în înalta societate și putea să întrețină și impresioneze orice asistență, chiar formată din oponenți politici. Unii dintre colegii săi l-au considerat un om pe care nu te poți baza: Kiderlen îl numea „Țiparul”, iar Tirpitz era de acord cu această caracterizare. După ce a obținut puterea și funcția de conducere în guvernul german, el nu a avut idei concrete despre modul în care să le folosească, lăsându-i pe alții să îi traseze direcțiile de acțiune. Caracterul său îl făcea o bună alegere pentru colaborarea cu kaiserul, care se aștepta la supunere și lingușire din parte celor mai importanți miniștri ai săi, chiar dacă membrii guvernului îi ignorau câteodată instrucțiunile. Bülow a scris o autobiografie în patru volume, care trebuia publicată după moarte sa, care a modificat în mod sensibil percepția publicului despre caracterul lui, după ce el a inclus în amintiri descrierile sincere și malițioase ale politicienilor cu care venise în contact. Bülow s-a dovedit un bun luptător în dezbaterile din Reichstag, dar era în general leneș în rezolvarea îndatoririlor sale. Friedrich von Holstein, care a fost timp de 30 de ani consilierul principal al Ministerului de externe și unul dintre cei mai influenți oameni din politica externă germană, l-a descris pe Bülow ca fiind cel care „a citit mai mai mult Machiavelli decât a putut digera”. Soacra lui Bülow a declarat la un moment dat că „Bernhard face un secret din orice”.

## Titluri și decorații
- A fost ridicat la rangul de Fürst În 1905.
- Membru de onoarea Academiei de Științe a Prusiei
- Doctor honoris causa al universităților din Königsberg și Münster
- Canonic al Colegiului Catedralei din Brandenburg
- O piață în Berlin-Mitte a fost numită în onoarea lui (Bülowplatz între 1910 și 1933, astăzi Rosa-Luxemburg-Platz)